# Большие Петрищи
Большие Петрищи — деревня в Щёлковском районе Московской области России, входит в состав городского поселения Фряново. Население — 31 чел. (2010).

## География
Деревня Большие Петрищи расположена на северо-востоке Московской области, в северо-восточной части Щёлковского района, примерно в 53 км к северо-востоку от Московской кольцевой автодороги и 38 км от одноимённой железнодорожной станции города Щёлково, по левому берегу реки Киленки бассейна Клязьмы.
В 4 км южнее деревни проходит Фряновское шоссе Р110, в 7 км к северо-востоку — Московское большое кольцо А108, в 20 км к юго-западу — Московское малое кольцо А107, в 18 км к северо-западу — Ярославское шоссе М8. Ближайший населённый пункт — деревня Старопареево.

## Население
| 1859 | 1899 | 1926 | 2002 | 2006 | 2010 |
| ---- | ---- | ---- | ---- | ---- | ---- |
| 135  | ↗144 | ↗187 | ↘52  | ↘44  | ↘31  |

## История
В «Списке населённых мест» 1862 года Петрищево — владельческое сельцо 1-го стана Дмитровского уезда Московской губернии по левую сторону Архангело-Богородского тракта (от Сергиевского Посада в Богородский уезд), в 63 верстах от уездного города и 24 верстах от становой квартиры, при реке Торгоме, с 21 двором и 135 жителями (62 мужчины, 73 женщины).
По данным на 1899 год — деревня Морозовской волости 1-го стана Дмитровского уезда с 144 жителями.
В 1913 году — 27 дворов.
По материалам Всесоюзной переписи населения 1926 года — деревня Петрищевского сельсовета Аксёновской волости Богородского уезда Московской губернии в 4 км от Фряновского шоссе и 44 км от станции Щёлково Северной железной дороги, проживало 187 жителей (83 мужчины, 104 женщины), насчитывалось 34 хозяйства (32 крестьянских), работала ткацкая артель.
С 1929 года — населённый пункт Московской области в составе:
- Старопареевского сельсовета Щёлковского района (1929—1954, 1960—1963, 1965—1994)[12][13][14],
- Головинского сельсовета Щёлковского района (1954—1959)[15],
- Головинского сельсовета (до 31.07.1959) и Старопареевского сельсовета Балашихинского района (1959—1960)[15][16],
- Старопареевского сельсовета Мытищинского укрупнённого сельского района (1963—1965)[17],
- Старопареевского сельского округа Щёлковского района (1994—2006)[14],
- городского поселения Фряново Щёлковского муниципального района (2006 — н. в.)[18][19].